# Echizen
Echizen (越前市, Echizen-shi?) è una città giapponese della prefettura di Fukui.

## Strutture sportive
Sundome